# Bivoleane, Kărdjali
Bivoleane (în bulgară Биволяне) este un sat în comuna Momcilgrad, regiunea Kărdjali,  Bulgaria. 

## Demografie
Componența etnică a satului Bivoleane
     Turci (60,55%)
     Nicio identificare (39,44%)
     Altele (0%)
La recensământul din 2011, populația satului Bivoleane era de 180 locuitori. Din punct de vedere etnic, majoritatea locuitorilor (60,55%) erau turci. Pentru 39,44% din locuitori nu este cunoscută apartenența etnică.